# Primär biliär cirros
Primär biliär cirros (PBC) är en autoimmun sjukdom som drabbar leverns små gallgångar. Sjukdomen är kopplad till andra autoimmuna sjukdomar såsom Sjögrens syndrom. Troligen finns en ärftlig komponent. Den grupp som löper störst risk att utveckla PBC är medelålders kvinnor. Sjukdomen kan leda till skrumplever.
Sjukdomen beskrevs 1876 av Victor Charles Hanot och har därför tidigare även kallats Hanots sjukdom.

## Symtom
När sjukdomen fortskrider stiger koncentrationerna av bilirubin och kolesterol i blodet då dessa på grund av sjukdomen inte kan avlägsnas via tarmen. När bilirubin inlagras i vävnaderna uppstår gulsot. Fett ur maten kan inte absorberas i tarmen på grund av utebliven avsöndring av gallsalter, och därav uppstår även dålig absorption av vitamin D och kalcium. Som en följd av detta uppstår skelettförsvagningssjukdomarna osteomalaci samt osteoporos. Patienten riskerar även att utveckla gallsten. Om sjukdomen går så långt att skrumplever uppstår, kan den sjuke dö som ett resultat av för dålig leverfunktion.

## Behandling
Sjukdomen kan behandlas med ursodeoxicholsyra som ges i tablettform under lång tid för att bromsa sjukdomens förlopp. Om svår skrumplever uppstår kan det bli aktuellt med levertransplantation.